# Mexico op de Olympische Zomerspelen 1984
Mexico nam deel aan de Olympische Zomerspelen 1984 in Los Angeles, Verenigde Staten. Er werden in totaal zes medailles gewonnen, waarvan twee gouden.

## Medailleoverzicht
| Sport       | Olympiër        | Onderdeel                | Medaille |
| ----------- | --------------- | ------------------------ | -------- |
| Atletiek    | Ernesto Canto   | 20km snelwandelen (m)    | Goud     |
| Atletiek    | Raúl González   | 50km snelwandelen (m)    | Goud     |
| Atletiek    | Raúl González   | 20km snelwandelen (m)    | Zilver   |
| Boksen      | Héctor López    | -54kg (m)                | Zilver   |
| Worstelen   | Daniel Aceves   | -52kg Grieks-Romeins (m) | Zilver   |
| Wielersport | José Youshimatz | puntenkoers (m)          | Brons    |

## Deelnemers en resultaten

### Atletiek
| Olympiër              | Discipline            | Resultaat | Prestatie                                                 |
| --------------------- | --------------------- | --------- | --------------------------------------------------------- |
| Gerardo Alcala        | 5000m (m)             | 19e       | serie 3: 9de in 13.50,60 halve finale 1: 8ste in 13.45,98 |
| Eduardo Castro        | 5000m (m)             | 17e       | serie 4: 3de in 13.51,46 halve finale 2: 11de in 13.42,04 |
| José Gómez            | 10000m (m)            | 19e       | serie 1: 6de in 28.28,50                                  |
| Martín Pitayo         | 10000m (m)            | 25e       | serie 2: 8ste in 28.59,19                                 |
| Miguel Angel Cruz     | marathon (m)          | DNF       | niet gefinisht                                            |
| Rodolfo Gómez         | marathon (m)          | DNF       | niet gefinisht                                            |
| Jesús Herrera         | marathon (m)          | 36e       | 2:20.33                                                   |
| Ernesto Canto         | 20km snelwandelen (m) | Goud      | 1:23.13 (OR)                                              |
| Marcelino Colín       | 20km snelwandelen (m) | 17e       | 1:28.26                                                   |
| Raúl González         | 20km snelwandelen (m) | Zilver    | 1:23.20                                                   |
| Martín Bermúdez       | 50km snelwandelen (m) | DSQ       | gediskwalificeerd                                         |
| Ernesto Canto         | 50km snelwandelen (m) | 10e       | 4:07.59                                                   |
| Raúl González         | 50km snelwandelen (m) | Goud      | 3:47.26                                                   |
| Juan de la Garza      | speerwerpen (m)       | 14e       | kwalificatie groep A: 10de met 79,16m                     |
|                       |                       |           |                                                           |
| Alma Vázquez          | 400m horden (v)       | 23e       | serie 1: 6de in 1.00,86                                   |
| Maria Cardenas        | marathon (v)          | 40e       | 2:51.03                                                   |
| María Luisa Ronquillo | marathon (v)          | 41e       | 2:51.04                                                   |
| Maria Trujillo        | marathon (v)          | 25e       | 2:38.50                                                   |

### Boksen
| Olympiër       | Discipline  | Resultaat | Prestatie |
| -------------- | ----------- | --------- | --- |
| Fausto García  | -51kg (m)   | 9e        | 1ste ronde: W van UGA Kakooza: 5-0 2de ronde: V van USA McCrory: scheidsrechterlijke beslissing                                                                                              |
| Héctor López   | -54kg (m)   | Zilver    | 1ste ronde: vrij 2de ronde: W van INA Asadoma: knock-out 3de ronde: W van NGR Orewa: 4-1 kwartfinale: W van ZIM Dube: 5-0 halve finale: W van CAN Walters: 5-0 finale: V van ITA Stecca: 1-4 |
| Javier Camacho | -57kg (m)   | 9e        | 1ste ronde: vrij 2de ronde: W van MAD Bezooki: scheidsrechterlijke beslissing 3de ronde: V van USA Taylor: 0-5                                                                               |
| Luciano Solis  | -60kg (m)   | 33e       | 1ste ronde: V van YUG Pavlović: 2-3 |
| Ostavio Robles | -63,5kg (m) | 9e        | 1ste ronde: vrij 2de ronde: W van FIN Vuorinen: 3-2 3de ronde: V van USA Page: 0-5 |
| Genaro Léon    | -67kg (m)   | 5e        | 1ste ronde: W van ARG Dominiguez: 5-0 2de ronde: W van JPN Hiranaka: 5-0 3de ronde: W van TUN Refai: 3-2 kwartfinale: V van USA Breland: knock-out                                           |

### Boogschieten
| Olympiër        | Discipline      | Resultaat | Prestatie                                                                              |
| --------------- | --------------- | --------- | -------------------------------------------------------------------------------------- |
| Adolfo González | individueel (m) | 33e       | 1ste ronde: 37ste met 1204 punten 2de ronde: 30ste met 1214 punten totaal: 2418 punten |
|                 |                 |           |                                                                                        |
| Aurora Bretón   | individueel (v) | 9e        | 1ste ronde: 5de met 1264 punten 2de ronde: 19de met 1217 punten totaal: 2481 punten    |

### Gewichtheffen
| Olympiër    | Discipline | Resultaat | Prestatie                                                       |
| ----------- | ---------- | --------- | --------------------------------------------------------------- |
| José Garces | -90kg (m)  | 8e        | trekken: 8ste met 150kg stoten: 9de met 192,5kg totaal: 342,5kg |

### Gymnastiek
| Olympiër    | Discipline               | Resultaat | Prestatie                                                              |
| ----------- | ------------------------ | --------- | ---------------------------------------------------------------------- |
| Tony Piñeda | meerkamp individueel (m) | 23e       | kwalificatie: 46ste met 114,50 puunten finale: 23ste met 114,95 punten |

### Judo
| Olympiër          | Discipline | Resultaat | Prestatie                                                                 |
| ----------------- | ---------- | --------- | ------------------------------------------------------------------------- |
| Rafael González   | -60kg (m)  | 12e       | 1ste ronde: vrij 2de ronde: V van GBR Eckersley                           |
| Gerardo Padilla   | -65kg (m)  | 20e       | 1ste ronde: vrij 2de ronde: V van ROU Niculae                             |
| Federico Vizcarra | -71kg (m)  | 13e       | 1ste ronde: W van POR d'Assunção: waza-ari 2de ronde: V van JPN Nakanishi |
| Carlos Huttich    | -78kg (m)  | 20e       | 1ste ronde: W van KOR Hwang 2de ronde: V van CHN Liu                      |

### Kanovaren
| Olympiër                     | Discipline    | Resultaat | Prestatie                                                                    |
| ---------------------------- | ------------- | --------- | ---------------------------------------------------------------------------- |
| Arturo Ferrer Víctor Velasco | C-2 500m (m)  | 10e       | serie 2: 5de in 1.57,80 halve finale: 4de in 1.53,19                         |
| Arturo Ferrer Víctor Velasco | C-2 1000m (m) | 8e        | serie 1: 4de in 4.03,75 halve finale: 3de in 3.58,70 finale: 8ste in 3.56,99 |

### Moderne vijfkamp
| Olympiër                                    | Discipline      | Resultaat | Prestatie    |
| ------------------------------------------- | --------------- | --------- | ------------ |
| Marcelo Hoyo                                | individueel (m) | 23e       | 4952 punten  |
| Ivar Sisniega                               | individueel (m) | 7e        | 5282 punten  |
| Alejandro Yrizar                            | individueel (m) | 20e       | 5049 punten  |
| Marcelo Hoyo Ivar Sisniega Alejandro Yrizar | team (m)        | 5e        | 15283 punten |

### Paardensport
| Olympiër                                                              | Discipline  | Resultaat | Prestatie                                                                                           |
| Dressuur                                                              | Dressuur    | Dressuur  | Dressuur                                                                                            |
| --------------------------------------------------------------------- | ----------- | --------- | --------------------------------------------------------------------------------------------------- |
| Manuel Cid                                                            | individueel | 39e       | kwalificatie: 39ste met 1256 punten                                                                 |
| Cristobal Egerstrom                                                   | individueel | 34e       | kwalificatie: 34ste met 1361 punten                                                                 |
| Margarita Nava                                                        | individueel | 36e       | kwalificatie: 36ste met 1316 punten                                                                 |
| Manuel Cid Cristobal Egerstrom Margarita Nava                         | team        | 11e       | 3927 punten                                                                                         |
| Eventing                                                              |             |           | |
| Sandra del Castillo                                                   | individueel | 34e       | 168,80 strafpunten                                                                                  |
| Juan Roberto Redon                                                    | individueel | DNF       | niet gefinisht                                                                                      |
| Armando Romero                                                        | individueel | 40e       | 450,80 strafpunten                                                                                  |
| Salvador Suárez                                                       | individueel | DNF       | niet gefinisht                                                                                      |
| Sandra del Castillo Juan Roberto Redon Armando Romero Salvador Suárez | team        | DNF       | niet gefinisht                                                                                      |
| Springconcours                                                        |             |           | |
| Jaime Azcárraga                                                       | individueel | 31e       | 1ste ronde: 31ste met 18 strafpunten                                                                |
| Fernando Senderos                                                     | individueel | 18e       | 1ste ronde: 23ste met 12,75 strafpunten 2de ronde: 10de met 8 strafpunten totaal: 20,75 strafpunten |
| Gerardo Tazzer                                                        | individueel | 14e       | 1ste ronde: 15de met 12 strafpunten 2de ronde: 10de met 8 strafpunten totaal: 20 strafpunten        |
| Fernando Senderos Raúl Nieto Gerardo Tazzer Federico Garza            | team        | 12e       | 1ste ronde: 12de met 52,75 strafpunten                                                              |

### Roeien
| Olympiër                         | Discipline      | Resultaat | Prestatie |
| -------------------------------- | --------------- | --------- | --- |
| Eduardo Arrillaga Armando Chávez | dubbel-twee (m) | 9e        | serie 1: 6de in 6.57,01 herkansingen: 3de in 6.42,86 finale B: 3de in 6.42,86                                |
|                                  |                 |           | |
| María Fernanda de la Fuente      | skiff (v)       | 11e       | serie 3: 3de in 3.55,60 herkansingen: 2de in 3.54,01 halve finale 2: 5de in 4.01,77 finale B: 5de in 3.57,93 |

### Schermen
| Olympiër       | Discipline | Resultaat | Prestatie                                   |
| -------------- | ---------- | --------- | ------------------------------------------- |
| Lourdes Lozano | floret (v) | 40e       | 1ste ronde groep A: 6de met 2 overwinningen |

### Schietsport
| Olympiër              | Discipline                 | Resultaat | Prestatie                          |
| --------------------- | -------------------------- | --------- | ---------------------------------- |
| José Álvarez          | 10m luchtgeweer (m)        | 36e       | 565 punten: (97-92-91-92-95-98)    |
| Víctor Garcés         | 10m luchtgeweer (m)        | 46e       | 556 punten: (96-94-93-94-94-93-86) |
| José Álvarez          | 50m geweer 3 houdingen (m) | 30e       | 1128 punten: (395-380-353)         |
| Víctor Garcés         | 50m geweer 3 houdingen (m) | 38e       | 1119 punten: (392-368-359)         |
| José Álvarez          | 50m geweer liggend (m)     | 30e       | 587 punten: (99-94-99-100-97-98)   |
| Víctor Garcés         | 50m geweer liggend (m)     | 9e        | 593 punten: (98-99-100-97-99-100)  |
| Mario Sánchez         | 25m snelvuurpistool (m)    | 26e       | 581 punten: (288-293)              |
|                       |                            |           |                                    |
| Mónica Patron         | 25m pistool (v)            | 29e       | 557 punten: (94-95-92-89-95-92)    |
|                       |                            |           |                                    |
| Angel Guzman          | skeet                      | 46e       | 182 punten                         |
| Nuria Ortiz           | skeet                      | 9e        | 193 punten                         |
| Guillermo Castellanos | trap                       | 41e       | 175 punten                         |
| Diego García          | trap                       | 17e       | 183 punten                         |

### Schoonspringen
| Olympiër            | Discipline    | Resultaat | Prestatie                                                        |
| ------------------- | ------------- | --------- | ---------------------------------------------------------------- |
| Carlos Girón        | 3m plank (m)  | 12e       | voorronde: 7de met 549,75 punten finale: 12de met 530,04 punten  |
| Jorge Mondragón     | 3m plank (m)  | 9e        | voorronde: 10de met 537,05 punten finale: 9de met 550,35 punten  |
| José Luis Rocha     | 10m toren (m) | 13e       | voorronde: 13de met 479,67 punten                                |
| Miguel Ángel Zavala | 10m toren (m) | 10e       | voorronde: 8ste met 492,24 punten finale: 10de met 476,82 punten |
|                     |               |           |                                                                  |
| Guadalupe Canseco   | 3m plank (v)  | 16e       | voorronde: 16de met 411,96 punten                                |
| Elsa Tenorio        | 3m plank (v)  | 6e        | voorronde: 8ste met 460,56 punten finale: 6de met 463,56 punten  |
| Guadalupe Canseco   | 10m toren (v) | 8e        | voorronde: 11de met 343,11 punten finale: 8ste met 352,89 punten |
| Elsa Tenorio        | 10m toren (v) | 7e        | voorronde: 10de met 344,70 punten finale: 7de met 360,45 punten  |

### Synchroonzwemmen
| Olympiër                     | Discipline | Resultaat | Prestatie |
| ---------------------------- | ---------- | --------- | --- |
| Lourdes Candini              | Solo       | 39e       | figuren: 34ste met 79,550 punten                                                                               |
| Claudia Novelo               | Solo       | 30e       | figuren: 21ste met 84,983 punten                                                                               |
| Pilar Ramírez                | Solo       | 28e       | figuren: 18de met 85,434 punten                                                                                |
| Claudia Novelo Pilar Ramírez | duet       | 8e        | kwalificatie: 8ste figuren: 8ste met 85,209 punten vrij: 8ste met 90,20 punten finale: 8ste met 176,409 punten |

### Wielersport
| Olympiër                                                         | Discipline         | Resultaat | Prestatie                                                  |
| Baan                                                             | Baan               | Baan      | Baan                                                       |
| ---------------------------------------------------------------- | ------------------ | --------- | ---------------------------------------------------------- |
| José Youshimatz                                                  | puntenkoers (m)    | Brons     | halve finale 2: 2de met 8 punten finale: 3de met 29 punten |
| Weg                                                              |                    |           |                                                            |
| Raúl Alcalá                                                      | wegwedstrijd (m)   | 11e       | 5:01.40                                                    |
| Luis Rosendo Ramos                                               | wegwedstrijd (m)   | 17e       | 5:06.11                                                    |
| Jesús Rios                                                       | wegwedstrijd (m)   | DNF       | niet gefinisht                                             |
| Salvador Rios                                                    | wegwedstrijd (m)   | 47e       | 5:22.17                                                    |
| Raúl Alcalá Félipe Enríquez Guillermo Gutiérrez Cuauthémoc Muñoz | ploegentijdrit (m) | 17e       | 2:13.16                                                    |

### Worstelen
| Olympiër        | Discipline  | Resultaat   | Prestatie |
| Vrije stijl     | Vrije stijl | Vrije stijl | Vrije stijl |
| --------------- | ----------- | ----------- | --- |
| Bernardo Olvera | -52kg (m)   | 13e         | groep B: 7de V van IND Singh: 0-4 V van JPN Takada: 0-4                                                                                             |
| Grieks-Romeins  |             |             | |
| Gustavo Delgado | -48kg (m)   | 9e          | groep B: 5de V van JPN Saito: 0-4 V van FRG Scherer: 0-4                                                                                            |
| Daniel Aceves   | -52kg (m)   | Zilver      | groep B: 1ste V van TUR Kemah: 0-4 W van ECU Garcés: 4-0 W van CHN Hu: 4-0 W van CHN Hu: 3-1 W van FIN Halonen: 3-1 finale: V van JPN Miyahara: 1-3 |
| Ernesto Bahena  | -57kg (m)   | 13e         | groep B: 7de V van FRG Passarelli: 0-4 V van USA Famiano: 0-4                                                                                       |
| Roberto Aceves  | -62kg (m)   | 17e         | groep B: 9de V van KOR Kim: 0-4 V van EGY Bekhit: 0-4                                                                                               |

### Zeilen
| Olympiër                               | Discipline      | Resultaat | Prestatie                             |
| -------------------------------------- | --------------- | --------- | ------------------------------------- |
| Mauricio Toscano                       | windglider (m)  | 18e       | 139,0 punten: (16-19-15-18-15-20-23)  |
|                                        |                 |           |                                       |
| Eric Mergenthaler                      | finn            | 18e       | 126,0 punten: (18-20-11-11-14-16-22)  |
| Hermann Megenthaler Alejandro Terrones | 470             | 20e       | 142,0 punten: (19-18-22-15-DSQ-17-15) |
| Guillermo Tapia Arnoldo Rábago         | flying dutchman | 17e       | 133,0 punten: (15-16-17-DNF-17-16-16) |

### Zwemmen
| Olympiër                                                 | Discipline            | Resultaat | Prestatie                                         |
| -------------------------------------------------------- | --------------------- | --------- | ------------------------------------------------- |
| Ramiro Estrada                                           | 100m vrije slag (m)   | 23e       | serie 6: 4de in 52,07                             |
| César Sánchez                                            | 100m vrije slag (m)   | 48e       | serie 7: 5de in 54,94                             |
| Carlos Romo                                              | 200m vrije slag (m)   | 42e       | serie 4: 5de in 1.58,77                           |
| César Sánchez                                            | 200m vrije slag (m)   | 31e       | serie 4: 4de in 1.55,82                           |
| Ernesto Vela                                             | 100m rugslag (m)      | 32e       | serie 4: 6de in 1.01,42                           |
| Ernesto Vela                                             | 200m rugslag (m)      | 26e       | serie 4: 6de in 2.10,30                           |
| Eduardo Morillo                                          | 100m schoolslag (m)   | 31e       | serie 5: 5de in 1.06,82                           |
| Eduardo Morillo                                          | 200m schoolslag (m)   | 20e       | serie 1: 3de in 2.23,72                           |
| Carlos Romo                                              | 100m vlinderslag (m)  | 33e       | serie 6: 6de in 57,61                             |
| Eduardo Morillo                                          | 200m wisselslag (m)   | 23e       | serie 4: 5de in 2.09,87                           |
| José Medina Ramiro Estrada César Sánchez Carlos Romo     | 4x100m vrije slag (m) | 16e       | serie 1: 5de in 3.33,86                           |
| Ernesto Vela Eduardo Morillo Carlos Romo Ramiro Estrada  | 4x100m wisselslag (m) | 14e       | serie 1: 5de in 3.56,11                           |
|                                                          |                       |           |                                                   |
| Patricia Kohlmann                                        | 100m vrije slag (v)   | 20e       | serie 4: 4de in 58,67                             |
| Teresa Rivera                                            | 100m vrije slag (v)   | 25e       | serie 1: 4de in 59,61                             |
| Irma Huerta                                              | 200m vrije slag (v)   | 24e       | serie 4: 5de in 2.09,79                           |
| Patricia Kohlmann                                        | 200m vrije slag (v)   | 21e       | serie 5: 4de in 2.08,15                           |
| Irma Huerta                                              | 400m vrije slag (v)   | 16e       | serie 2: 4de in 4.25,13 finale B: 8ste in 4.23,34 |
| Rosa Fuentes                                             | 800m vrije slag (v)   | DNS       | serie 3: niet gestart                             |
| Irma Huerta                                              | 800m vrije slag (v)   | 21e       | serie 3: 5de in 8.56,18                           |
| Teresa Rivera                                            | 100m rugslag (v)      | 21e       | serie 4: 6de in 1.06,39                           |
| Teresa Rivera                                            | 200m rugslag (v)      | 20e       | serie 2: 6de in 2.22,94                           |
| Sara Guido                                               | 100m schoolslag (v)   | 23e       | serie 4: 7de in 1.14,69                           |
| Sara Guido                                               | 200m schoolslag (v)   | 17e       | serie 3: 6de in 2.38,87 (NR)                      |
| María Urbina                                             | 100m vlinderslag (v)  | 28e       | serie 5: 6de in 1.06,65                           |
| Patricia Kohlmann Teresa Rivera Rosa Fuentes Irma Huerta | 4x100m vrije slag (v) | 11e       | serie 1: 5de in 3.58,31                           |
| Teresa Rivera Sara Guido Maria Urbina Patricia Kohlmann  | 4x100m wisselslag (v) | DSQ       | serie 2: gediskwalificeerd                        |

Algerije · Amerikaanse Maagdeneilanden · Andorra · Antigua en Barbuda · Argentinië · Australië · Bahama’s · Bahrein · Bangladesh · Barbados · België · Belize · Benin · Bermuda · Bhutan · Birma · Bolivia · Bondsrepubliek Duitsland · Botswana · Brazilië · Britse Maagdeneilanden · Canada · Centraal-Afrikaanse Republiek · Chili · China · Chinees Taipei · Colombia · Congo-Brazzaville · Costa Rica · Cyprus · Denemarken · Djibouti · Dominicaanse Republiek · Ecuador · Egypte · El Salvador · Equatoriaal-Guinea · Fiji · Filipijnen · Finland · Frankrijk · Gabon · Gambia · Ghana · Grenada · Griekenland · Groot-Brittannië · Guatemala · Guinee · Guyana · Haïti · Honduras · Hongkong · Ierland · IJsland · India · Indonesië · Irak · Israël · Italië · Ivoorkust · Jamaica · Japan · Joegoslavië · Jordanië · Kaaimaneilanden · Kameroen · Kenia · Koeweit · Lesotho · Libanon · Liberia · Liechtenstein · Luxemburg · Madagaskar · Malawi · Maleisië · Mali · Malta · Marokko · Mauritanië · Mauritius · Mexico · Monaco · Mozambique · Nederland · Nederlandse Antillen · Nepal · Nicaragua · Nieuw-Zeeland · Niger · Nigeria · Noord-Jemen · Noorwegen · Oeganda · Oman · Oostenrijk · Pakistan · Panama · Papoea-Nieuw-Guinea · Paraguay · Peru · Portugal · Puerto Rico · Qatar · Roemenië · Rwanda · Salomonseilanden · Samoa · San Marino · Saoedi-Arabië · Senegal · Seychellen · Sierra Leone · Singapore · Soedan · Somalië · Spanje · Sri Lanka · Suriname · Swaziland · Syrië · Tanzania · Thailand · Togo · Tonga · Trinidad en Tobago · Tsjaad · Tunesië · Turkije · Uruguay · Venezuela · Verenigde Arabische Emiraten · Verenigde Staten · Zaïre · Zambia · Zimbabwe · Zuid-Korea · Zweden · Zwitserland